# Trigonoptila
Trigonoptila is een geslacht van vlinders van de familie spanners (Geometridae), uit de onderfamilie Ennominae.

## Soorten
- T. latimarginaria Leech, 1891
- T. postexcisa Wehrli, 1924